# Ryan Mason
Ryan Glen Mason, född 13 juni 1991, är en engelsk före detta fotbollsspelare som spelade som mittfältare. Han var även före detta interimstränare för Tottenham Hotspur, efter att han tog över från José Mourinho en kort period mot slutet av säsongen 2020/2021. Den 24 april 2023 blev han åter interimstränare för Tottenham sedan Cristian Stellini fått sparken.
I en match mellan Hull och Chelsea den 22 januari 2017 drabbades Mason av en skallfraktur efter att ha nickat ihop med Gary Cahill. Han fick genomgå en operation och spelade inte mer under 2017. Den 13 februari 2018 meddelade Mason att han tvingades lägga av med fotbollskarriären.